# کرانایششتاین
کرانایششتاین (به آلمانی: Darmstadt-Kranichstein) یک منطقهٔ مسکونی در آلمان است که در دارمشتات واقع شده‌است. کرانایششتاین ۱۱٬۸۳۳ نفر جمعیت دارد.